# Karl Motz (Verwaltungsbeamter)
Karl Motz (* 16. Oktober 1906 in Langula; † 1978) war ein deutscher Ingenieur und Verwaltungsbeamter.

## Leben
Nach dem Besuch der Gelehrtenschule des Johanneums in Hamburg nahm Karl Motz ein Studium der Ingenieurwissenschaft (Bauingenieurwesen) an der Technischen Hochschule München auf, das er 1931 mit der Prüfung zum Diplom-Ingenieur abschloss. Während des Studiums trat er in den Nationalsozialistischen Deutschen Studentenbund (NSDStB) ein und wurde zum Leiter der Studentenschaft (AStA) gewählt. Er schloss sich im April 1929 der SA sowie der NSDAP an (Mitgliedsnummer 122.014) und betätigte sich ab 1930 als Gau- bzw. Reichsredner für die Partei. Im Dezember 1931 wurde er zum SA-Sturmbannführer ernannt.
Motz arbeitete nach Abschluss seines Studiums bei der NSDAP-Reichsleitung als Referent für das von Walther Darré geleitete Reichsamt für Agrarpolitik. Er erhielt 1933 die Ernennung zum Regierungsrat und stieg über die Position des Leiters der Unterabteilung Ostland selbst zum Amtsleiter auf. Darüber hinaus fungierte er als Leiter der Hauptabteilung Werbung im Reichsnährstand sowie als Referent für Agrar- und Ostfragen im Reichsministerium für Volksaufklärung und Propaganda. In diesen Funktionen war er maßgeblich an der Entstehung der filmischen Werke Blut und Boden: Die Grundlagen der deutschen Zukunft und Altgermanische Bauernkultur beteiligt. Im Mai 1933 war Motz bereits von der SA in die SS übergewechselt (SS-Nummer 242.280). Neben seiner hauptamtlichen Tätigkeit leitete er von Mitte 1933 bis Februar 1937 das Schulungsamt des noch im Aufbau befindlichen Rasse- und Siedlungshauptamtes der SS. 1937 wurde er zum SS-Oberführer befördert. Später nahm er als Offizier am Zweiten Weltkrieg teil.